# Anti-Aging
Anti-Aging, ist vor allem ein Marketingbegriff. Die angebliche und oft gewünschte Altersverhinderung einzelner Organe (wie der Haut, des Herzens) oder des gesamten menschlichen Körpers, bezeichnet Maßnahmen, die zum Ziel haben, die Lebensqualität beim Altwerden möglichst lange auf hohem Niveau zu erhalten und den biologischen Alterungsprozess hinauszuzögern, um damit auch die individuelle Lebenserwartung zu verlängern. Verwendet wird dieser ungenaue Begriff von der Nahrungsergänzungsmittelindustrie, von Kosmetikherstellern als Verkaufsargument einzelner Produkte, gezielter auch in der Medizin und von Ernährungswissenschaftlern, aber auch von Quacksalbern. Er erscheint auch teilweise im Zusammenhang mit Angeboten der Schönheitschirurgie.
Der Begriff Anti-Aging unterscheidet sich von Verjüngung: Während Anti-Aging das Ziel hat, Alterungsprozesse zu verlangsamen, sollen diese durch Verjüngungsmaßnahmen sogar zurückgesetzt werden.

## Altersforschung/Biogerontologie
Wenn wir nicht so altern würden, wie wir es zurzeit tun, würde der Mensch nach Meinung von D. Pearson/S. Shaw durchschnittlich etwa 800 Jahre leben, nach Meinung von Randolph M. Nesse und George C. Williams etwa 690 Jahre. Die Lebensspanne wäre nur durch Unfälle, Fremd- oder Selbsttötung und Krankheiten begrenzt. Die durchschnittliche Lebenserwartung (LE) hat sich zwar in der letzten Zeit in den Ländern der Ersten Welt deutlich erhöht, das maximal erreichbare Lebensalter scheint dagegen seit sehr langer Zeit konstant bei etwa 120 Jahre (bis 122 Jahre) zu liegen, ohne dass derzeit abzusehen ist, dass dieser Wert zukünftig durch Anti-Aging-Maßnahmen beeinflussbar sein wird, da er unter Umständen genetisch determiniert ist. Eine Studie, welche 2021 in Nature Communications veröffentlicht wurde, untersuchte die natürliche (krankheitsfreie) Verschlechterung von Blutwerten und kam zu dem Schluss, dass die maximale intrinsische Lebenserwartung des Menschen bei 120 bis 150 Jahren liegen könnte.
Wissenschaftler der Biogerontologie sind überzeugt, dass der Prozess des körperlichen Alterns gleichzeitig durch mehrere Faktoren bedingt ist, von denen sich nur wenige bedingt beeinflussen lassen. Unterschieden werden prinzipiell:
- Programmtheorien, genetische Ursachen (inkl. Telomerverlust), auch aktives Altern genannt

Wissenschaftliche Studien zur Zwillingsforschung haben ergeben, dass die Lebenserwartung zu etwa 30 Prozent durch die Gene vorgegeben ist. Andere Studien schätzen die Bedeutung der genetischen Ursachen höher ein und kommen auf einen Wert von 70 %. Wer aus einer Familie kommt, in der mehrere Vorfahren ein hohes Alter erreicht haben, hat selbst statistisch auch eine höhere Lebenserwartung. Langlebigkeit ist ein vererbbares Merkmal. Eine Vielzahl von Genen (death genes, longevity assurance genes) sind bei Lebewesen inzwischen identifiziert worden.
- Altern durch Lebensstil und Umwelteinflüsse

Erwiesenermaßen beeinflussen Lebensstil und Umweltbedingungen den Prozess des Alterns. Negative Auswirkungen haben Tabakrauchen und hoher Alkoholkonsum, zu wenig Schlaf, Übergewicht, Stress, aber auch Verkehrslärm und Umweltverschmutzung.
- Biochemisches Altern/Abnutzungstheorien

Das biochemische Altern ist ein Prozess, der im Körper abläuft und bei dem freie Radikale die wesentliche Rolle spielen. Sie entstehen permanent als Abfallprodukte des Stoffwechsels und gelten als potenziell zellschädigend. Nach Ansicht mancher Forscher können sie durch eine zusätzliche Zufuhr von bestimmten Vitaminen, Liponsäure oder Selen teilweise unschädlich gemacht werden. Auf den Menschen bezogene Studien, die dies beweisen, gibt es jedoch nicht.
- Hormonelles Altern

Im Laufe des Lebens sinkt die Produktion verschiedener Hormone im Körper kontinuierlich, was als eine wesentliche Ursache des Alternprozesses und von Krankheiten wie Demenz, Arthrose, Knochenschwund und auch von Krebs angesehen wird.
Die Altersforscher gehen nach aktuellem Wissensstand davon aus, dass Menschen im Idealfall etwa 120 Jahre alt werden können. Bekanntlich erreichen sehr wenige tatsächlich dieses Alter. Ein Ziel der Forschung ist es, die Bedingungen zu ergründen, die das Erreichen eines sehr hohen Lebensalters fördern. Seit 1976 gibt es Untersuchungen der nationalen Gesundheitsinstitute der USA und des japanischen Gesundheitsministeriums auf der Insel Okinawa, auf der überdurchschnittlich viele Menschen leben, die mindestens 100 Jahre alt sind, nämlich rund 600 bei insgesamt 1,3 Millionen Bewohnern. Okinawa ist die ärmste Präfektur Japans, die Menschen leben vor allem vom Fischfang.
Relativ viele Hochbetagte leben auch auf Sardinien und in Neuschottland. In den Mittelmeerländern ist die Rate der Zivilisationskrankheiten niedriger als im übrigen Mitteleuropa. Bis heute hält sich auch das Gerücht, dass das Volk der Hunza besonders langlebig sei. Diese Annahme ist jedoch wissenschaftlich widerlegt, zu dieser Theorie ist es vermutlich durch reine Schätzung auf Grund des Aussehens älterer Menschen dieser Volksgruppe gekommen.

## Studien
Der Nachweis einer tatsächlichen Lebensverlängerung ist schwer zu führen. Man braucht dazu große Vergleichsgruppen, die randomisiert prospektiv und am besten doppelblind mit verschiedenen Substanzen behandelt werden. Nach etwa 5 bis 10 Jahren vergleicht man die Sterblichkeit.

### Kein Schutz vor Herzinfarkt durch Vitamin E und C
Obwohl der Markt für Anti-Aging-Mittel, insbesondere Hormone, Vitamine und Spurenelemente, wächst, konnte nach diesen strengen Kriterien die Wirksamkeit nicht sichergestellt werden. Bei der Vermeidung von Herzinfarkten waren beispielsweise die sogenannten Antioxidantien Vitamin E und C in großen Studien wie der englischen Heart Protection Study unwirksam.

### Folsäure schützt gegen Herzinfarkt und Schlaganfall
Andererseits zeigte Folsäure, ein Vitamin der B-Gruppe, bei mehreren Studien eine gute Wirkung gegen Kreislauferkrankungen wie Herzinfarkt und Schlaganfall. Dies gilt allerdings speziell für Menschen, die geringere Mengen an Folsäure durch ihre Ernährung aufnehmen, wie das in bestimmten Ländern der Fall ist. Gibt es bereits genügend Aufnahme von Folsäure, zeigten sich keine Unterschiede. Ob zusätzliche empfohlen wird, ist fraglich und sollte ärztlich abgeklärt werden.

### Erhöhung der Lebenserwartung durch Arteriosklerose-Bekämpfung
Folgende Medikamente können die Lebenserwartung eines Teiles der Bevölkerung, der zur Arteriosklerose neigt (Männer ab 50, Frauen ab 65), möglicherweise günstig beeinflussen:
- Blutdrucksenker wie ACE-Hemmer bei Menschen, die an krankhaft erhöhtem Blutdruck (arterielle Hypertonie) leiden. Ein überlegener Effekt besonderer Substanzgruppen ist bisher nicht nachgewiesen. Nachgewiesen ist ausschließlich eine effektive Blutdrucksenkung.
- Entzündungs- und Thromobozyten-Aggregationshemmer (z. B. Acetylsalicylsäure). Rudolf Virchow hat 1852 die Arteriosklerose als primäre Entzündung der Schlagadern erkannt. Sie wird heute als epitheliale Dysfunktion im Initialstadium der Arteriosklerose beschrieben
- Cholesterinsenker, wie beispielsweise Statine, wurden bisher nur bei koronaren Risikopatienten geprüft. Die ALLHAT-LLT-Studie[5] zeigte keinen Effekt der Intervention, während die ASCOT-LLA-Studie[6] einen Effekt festgestellt haben will. Die letztgenannte Studie weist erkennbare Mängel auf. Sie wurde vorzeitig abgebrochen, während die ALLHAT-LLT-Studie korrekt zu Ende geführt wurde.
- Omega-3-Fettsäuren

### Senkung kardiovaskulärer Risiken durch Omega-3-Fettsäuren
Omega-3-Fettsäuren sind Bestandteile der Zellmembran und wirken modulierend auf die Funktion verschiedenster Zellen. Deswegen gibt es nicht einen einzigen Wirkmechanismus dieser beiden Omega-3-Fettsäuren, sondern verschiedenste. In Untersuchungen am Menschen wurden folgende Wirkungen für EPA und DHA nachgewiesen:
- Sie wirken anti-arrhythmisch (beugen Herzrhythmusstörungen vor) sowohl auf der Ebene des Vorhofes wie der Herzkammer.
- Sie stabilisieren instabile Gefäßbezirke, die sonst Herzinfarkte verursachen („instabile Plaques“).
- Sie verlangsamen das Voranschreiten von Veränderungen der Koronargefäße.
- Sie senken Triglyceride.[7][8][9]
- Sie haben eine präventive Wirkung gegen Koronare Herzkrankheiten (KHK)[10]
- Sie fördern die Durchblutung.[10]
- Sie hemmen die Thrombozytenaggregation.[10]
- Sie haben zahlreiche weitere positive Wirkungen auf Gefäßfunktion, Blutdruck, Entzündungsmediatoren.

Die kurzkettige (pflanzliche) α-Linolensäure (18:3 ω-3) kann durch kompetitive Hemmung die Linolsäure (18:2 ω-6) von den Desaturase- und Elongase-Enzymen verdrängen und dadurch die Produktion und die Gewebekonzentrationen der entzündungsfördernden Arachidonsäure herabsetzen.
Bislang liegen die Ergebnisse von vier großen klinischen Interventionsstudien an insgesamt über 30.000 Personen vor: Diet and Reinfarction Trial (DART), Gruppo Italiano per lo Studio della Sopravvivenza nell’Infarto miocardico-Prevenzione (GISSI-P), DART-2, und Japan EPA Lipid Intervention Study. (JELIS). DART und GISSI-P zeigten eine Reduktion der Gesamtmortalität zwischen 20 und 29 Prozent des plötzlichen Herztodes von etwa 45 Prozent und kardialer Ereignisse nach Gabe von knapp einem Gramm EPA und DHA pro Tag. DART-2 wurde so schlecht erhoben, dass verlässliche Schlussfolgerungen nicht zu ziehen waren. An JELIS nahmen 18.645 hyperlipidämische Japaner mit weiteren kardiovaskulären Risikofaktoren für fünf Jahre teil. Traditionell wird in Japan viel Fisch, also auch viel EPA und DHA verzehrt, was hohe Spiegel nach sich zieht. Diese Spiegel wurden durch die Gabe von 1,8 Gramm pro Tag Eicosapentaensäure noch weiter erhöht. Die Inzidenz des plötzlichen Herztodes lag in JELIS bei 40 pro 100.000, also noch deutlich unter der Inzidenz der deutschen Allgemeinbevölkerung (siehe oben). Auch andere kardiale Ereignisse waren in JELIS insgesamt selten und wurden durch Einnahme von Eicosapentaensäure noch weiter reduziert.

### Thymustherapie
Laut einer im April 2014 veröffentlichten Studie gelang es im Mausmodell durch eine Hochregulierung des Transkriptionsfaktors FOXN1, den sich im Alter verkleinert habenden Thymus wieder zu vergrößern. Die behandelten Mäuse zeigten eine signifikante Outputsteigerung der im Thymus produzierten CD4 und CD8 T-Zellen, was gleichbedeutend ist mit einer erhöhten Immunkompetenz.

### Melatonin-Kritik
Zu den Anti-Aging-Hormonen gehört das Melatonin, das in der Zirbeldrüse produziert wird und den menschlichen Schlaf-Wach-Rhythmus steuert. Die körpereigene Produktion lässt im Alter nach, was unter anderem zu Schlafstörungen führen kann. Die Hypothese, dass Melatonin einen Anti-Aging-Effekt beim Menschen zeigen könnte, geht zum einen auf die Schweizer Forscher Maestroni und Pierpaoli zurück, andererseits auf den US-amerikanischen Forscher Russell J. Reiter.
In den USA gelten Melatoninpräparate als „Wundermittel“ und sind frei im Handel erhältlich. Der wissenschaftliche Nachweis, dass Melatonin tatsächlich das „Altern“ verzögert, fehlt bislang, obwohl mehrere Studien positive Effekte auf die kognitive Funktion belegen; ebenso fehlen Langzeitstudien zu möglichen Nebenwirkungen. Melatonin müsste präventiv in relativ hoher Dosierung eingenommen werden, was eine Störung zirkadianer Rhythmen zur Folge hätte, wenn dieses nicht regelmäßig jeden Tag zu einer bestimmten Zeit eingenommen würde. Die Behandlung müsste streng genommen bereits in der Kindheit einsetzen, was sich wegen der störenden Einflüsse des Melatonins auf die kindliche sexuelle Entwicklung verbietet. Melatonin war darüber hinaus eine Zeit lang im Gespräch als „Pille für den Mann“ und gilt als „Waffe“ gegen freie Radikale.

## Anti-Aging-Therapien
Als Anti-Aging-Therapie werden ganz uneinheitlich unterschiedliche Maßnahmen bezeichnet. Das kann, angefangen bei der therapeutischen Behandlung bestimmter Alterskrankheiten wie Alzheimer und Gedächtnistraining, über Ernährungsberatung und bis hin zum Einsatz von Nahrungsergänzungsmitteln und Hormontherapien gehen.

### Lebensweise
Auf Grund vorliegender Forschungsergebnisse empfehlen die verschiedenen Anti-Aging-Experten generell Dinge, die allgemein die Gesundheit fördern können:
- Ausgewogene Ernährung
- Vermeidung von Übergewicht und gemäßigtes „Hungern“
- Regelmäßige Bewegung (Verbrauch von mindestens 8.370 bis 12.560 kJ an Nahrungsenergie pro Woche, in veralteten Einheiten ca. 2.000 bis 3.000 kcal pro Woche); siehe auch Seniorensport
- Verzicht auf das Rauchen
- Verzicht auf ausgiebige Sonnenbäder und Besuche in Solarien
- Vermeidung von negativem Stress

Die Hormonsubstitution bei alternden Menschen ist unter Medizinern umstritten. Hormongaben können auch negative Auswirkungen haben, wie es aus Studien ersichtlich ist. So steht die langfristige Einnahme weiblicher Hormone im Verdacht, das Risiko für ein Tumorwachstum zu erhöhen.

### Ernährung
Häufig wird eine hohe tägliche Zufuhr der Vitamine A, C und E empfohlen sowie von Selen, um die schädliche Wirkung der freien Radikale zu bremsen. Bei einem solchen Vorgehen müssten die entsprechenden Substanzen allerdings in hoher Dosierung lebenslang gegeben werden. Zu hohe Vitamin-C-Gaben führen wiederum zu einem Ansteigen der Konzentrationen an freien Radikalen insbesondere in Anwesenheit von freiem Eisen, was eine mögliche Wirkung in Frage stellt. Außerdem wird häufig geraten, auf rotes Fleisch, tierische Fette, Zucker, regelmäßigen Kaffee- und Alkoholkonsum und Nikotin zu verzichten. Statt Rotwein wird eher „Roter Traubensaft“ oder „Weintraubenextrakt aus roten Trauben und Kernen“ empfohlen. Gelatine-Hersteller behaupten, dass durch die Einnahme von täglich 10 Gramm ihres Produktes unter anderem das Bindegewebe gefestigt und die Faltentiefe der Haut gemindert werde. Mit dem gleichen Zweck wird das verwandte Nahrungsergänzungsmittel Kollagen-Hydrolysat vertrieben.
Nachweislich leben überdurchschnittlich viele Menschen, die älter als 100 Jahre alt werden, auf Okinawa und auf Sizilien; auf beiden Inseln werden die Geburten amtlich erfasst. Im Gegensatz dazu gibt es zum Beispiel für die Altersangaben der Hunzukuc keine amtlichen Belege. Auf Okinawa ernähren sich die Bewohner vor allem von Fisch, Nori, Goya-Gurken, Soja, Tofu, Kohl, Süßkartoffeln, Obst und grünem Tee. Auf Sizilien wird viel Gemüse gegessen, außerdem spielen Fisch und Olivenöl bei der Ernährung eine wichtige Rolle.
Da die meisten Menschen, die über 100 Jahre alt werden, schlank sind und tendenziell eher Untergewicht haben, was auch auf Okinawa und Sizilien der Fall sein soll, gibt es außerdem den Tipp, die tägliche Zufuhr von Nahrungsenergie zu senken und bei den Mahlzeiten nie bis zur völligen Sättigung zu essen.
An der Universität Wien konnte mit einer Gruppe von 110 gesunden Menschen gezeigt werden, dass durch die Einnahme von einem Nahrungsergänzungsmittel mit speziellen Pflanzenstoffen, Mineralien und Vitaminen die Telomerelänge positiv beeinflusst werden kann. Die gesamte Telomerlänge zeigte eine signifikante Zunahme um durchschnittlich 17,77 % ohne die Telomerase-Aktivität zu erhöhen.
Eine lebenslange hypokalorische Ernährung (Kalorienrestriktion) erhöht die Lebenserwartung bei Tieren, aber auch bei Einzellern, und ist bis jetzt bei Mäusen, Ratten, Fischen, Fliegen und Spinnen nachgewiesen. In Tierversuchen an Mäusen, aber auch bei Menschenaffen habe sich durch eine ständige leichte „Hungerkur“ das Lebensalter um bis zu 40 Prozent verlängert, bei Hefezellen um 70 Prozent. Bei Mäusen entspricht das einem Plus von zwei Jahren. Anhänger einer permanenten unterkalorischen Ernährung bezeichnen sich selbst als Cronie.
Einige Wissenschaftler bezweifeln, dass sich die Ergebnisse auf den Menschen übertragen lassen. Außerdem hat eine dauernde unterkalorische Ernährung auch unerwünschte Begleiterscheinungen, bei denen eventuell mögliche Gegen-/Präventionsmaßnahmen noch unbekannt sind. Bei Affen wurde Knochenschwund festgestellt, außerdem sinkt die Körpertemperatur und die Paarungsbereitschaft verschwindet. Die Dauer einer unterkalorischen Ernährung, sowie die Höhe des Kaloriendefizits, können jedoch auch auf ein mildes Maß beschränkt werden.
Eine Variante der Kalorienrestriktion ist das intermittierende Fasten – Perioden mit Intervallen, in denen man keine Nahrung, sondern nur z. B. Wasser und Tee/Kaffee zu sich nimmt.
David Sinclair von der Harvard Medical School in Boston ist davon überzeugt, dass drastische Kalorienrestriktion einen „Notruf“ in den Körperzellen auslöst, der den Alterungsprozess drastisch verlangsamt. Er hat in Laborversuchen herausgefunden, dass sich dieser lebensverlängernde Effekt in vitro bei Hefezellen durch die Substanz Resveratrol aus Rotwein künstlich auslösen lässt. Ob sich das Ergebnis auf Menschen übertragen lässt, ist offen.
Aktuellere wissenschaftliche Übersichtsarbeiten bestätigten jedoch, dass Kalorienrestriktion oder Intervallfasten bei gesunden Erwachsenen wahrscheinlich zu ähnlicher Lebenserweiterung – Verlängerungen der Gesundheits- und Lebensspanne – führt, wie sie bei Tierversuchen festgestellt wurden. Die Studien beschreiben die gesundheitlichen Auswirkungen und molekularen Mechanismen solcher Phasen zu denen Autophagie zählt. Ein Problem wissenschaftlicher Untersuchungen dazu ist, dass die relativ lange Lebensdauer von Menschen es schwer macht derartige Interventionen direkt zu testen. Zeiträume, in denen man die Kalorienaufnahme auf ein konstantes Defizit beschränkt können mit Intervallfasten und Varianten der mediterranen Ernährung kombiniert werden, welche in der Regel langfristige kardiovaskuläre Vorteile bewirken und die Langlebigkeit ebenfalls erhöhen könnten. Welche Protokolle (etwa Dauer und Höhe des Kaloriendefizits) und Kombinationen (siehe z. B. Kalorienrestriktionmimetikum, Wirkungen des Kaffees und AMPK) mit Kalorienrestriktion beim Menschen allgemein und je nach Person wirksam oder am wirksamsten sind, ist noch unbekannt.

### Testosterontherapie
Das Testosteronniveau sinkt bei Männern um bis zu ein Prozent pro Jahr, sodass es bei Personen von 60 bis 80 Jahren nur noch 30 bis 50 % des Ausgangswertes hat. Durch einen zu niedrigen Testosteronspiegel erhöht sich das Herzinfarktrisiko signifikant. Allerdings sollte bei einer Vorgeschichte von Herzinfarkten mit Testosterongaben äußerste Vorsicht angebracht sein. Durch Testosterongabe (+ Training) erhöht sich die Muskelmasse, wodurch bei älteren Männern die Mobilität und die Lebensqualität deutlich verbessert wird. Im Seniorensport gehören Therapeutic Use Exemptions. für Testosteron zu den am häufigsten verwendeten Medikamenten, da bei niedrigem Testosteronspiegel die sportliche Leistungsfähigkeit deutlich herabgesetzt ist. Die Zufuhr von Testosteron bei Männern mit Prostatakrebs ist umstritten, da einerseits die bisherigen Ergebnisse der Forschung höchst widersprüchlich sind, es aber auch andererseits zu einem Paradigmenwechsel in der Prostataforschung gekommen ist.

## Methoden ohne Wirkungsnachweis

### Frischzellentherapie
Bis in die 1990er Jahre galt auch die Frischzellentherapie als mögliche „Geheimwaffe“ gegen Alternsprozesse; in Deutschland wurde sie 1997 erstmals verboten, das Verbot 2000 aufgrund von Zuständigkeitserwägungen jedoch vom Bundesverfassungsgericht wieder aufgehoben. Nach zwei Gutachten zum negativen Nutzen-Risiko-Verhältnis und zur rechtlichen Bewertung sowie einem Urteil des Landgerichts München I, in dem Frischzellenpräparate als bedenkliches Arzneimittel gem. § 5 Arzneimittelgesetz eingestuft wurden, wurde die Herstellung entsprechender Produkte durch die Verordnung über das Verbot der Verwendung von Frischzellen tierischen Ursprungs bei der Herstellung von Arzneimitteln im Jahr 2021 erneut bundesweit verboten.

### Dehydroepiandrosteron
Dehydroepiandrosteron (DHEA) steuert die Produktion von Geschlechtshormonen bei Männern und Frauen. Die Konzentration von DHEA im Körper sinkt im Alter drastisch. Anti-Aging-Mediziner postulieren, dass eine Einnahme der Substanz positive Auswirkungen auf die Muskelmasse habe, die Haut straffer werde und sich das Gedächtnis verbessere. Auch zur positiven Wirkung der DHEA-Substitution gibt es keine verlässlichen wissenschaftlichen Studien. Es gibt Hinweise auf eine mögliche Begünstigung von Tumoren, doch wird dies von anderer Seite bestritten, unter anderem von der German Society of Anti-Aging-Medicine (GSAAM). Als Einzelsubstanz ist DHEA in Deutschland bislang nicht zugelassen, sie ist jedoch in Präparaten zur Behandlung von Frauen in den Wechseljahren enthalten. Die GSAAM betont auf ihrer Website: „In den pharmazeutischen Prüfberichten des Bundesamtes für pharmakologische Sicherheit ist keine einzige Nebenwirkung berichtet worden, weder im onkologischen noch im metabolen oder kardiologischen Bereich.“

### Wachstumshormone
Seit einer 1990 publizierten Studie gilt das Wachstumshormon Somatotropin (HGH, Human Growth Hormone) als besonders wirksames Anti-Aging-Mittel. Die Anhänger werben mit Aussagen wie Fettabbau, Hautgeneration, Prävention von Diabetes mellitus, Verbesserung des Stoffwechsels und eben verzögertes Altern. Auch die Bildung von Wachstumshormonen lässt im Laufe des Lebens kontinuierlich nach. Kritiker warnen jedoch vor unkalkulierbaren Risiken. Der Altersforscher Christoph Bamberger weist darauf hin, dass Tierversuche gezeigt haben, dass die Gabe von Wachstumshormonen Krebs begünstigt, da die Substanz generell alle Zellen zum Wachstum anregt, also auch möglicherweise vorhandene „schlafende“ Krebszellen.
Dem gegenüber verweisen Befürworter der Therapie mit Somatotropin auf Studien, die die Schutzwirkung dieses Substanz vor Krebs belegen. Die Anwendung von Somatotropin sollte unter Aufsicht eines spezialisierten Arztes erfolgen, der die Substitution in Abstimmung mit anderen defizienten Hormonen durchführt. Eine Monotherapie mit Somatotropin ist bei multipler hormoneller Defizienz – wie sie meist ab der Lebensmitte vorliegt – nicht empfehlenswert, da Somatotropin die Ausschüttung z. B. von Cortisol bremst, was die Stressresistenz verringern kann. Als Applikationsform ist nur die Injektion in das Unterhautfettgewebe wirksam.
In verschiedenen Tiermodellen konnte dagegen gezeigt werden, dass reduzierte Spiegel von Wachstumshormonen, und als Folge davon von IGF-1, sowohl die mittlere als auch die maximale Lebenserwartung signifikant erhöhen. Heterozygote weibliche Mäuse, bei denen der IGF-1-Rezeptor ‚abgeschaltet‘ wurde (Gen-Knockout), haben dementsprechend eine höhere Lebenserwartung. Transgene Mäuse, die vermehrt Wachstumshormone exprimieren, weisen dagegen eine deutlich reduzierte Lebenserwartung auf, sind früher geschlechtsreif und zeigen altersbedingte Veränderungen ebenfalls deutlich früher, als der Wildtyp.

### Thymustherapie
Mit zunehmendem Alter lässt die Aktivität des Thymus, der für das Immunsystem eine wichtige Funktion hat, nach (Immunoseneszenz). Um diesem Effekt entgegenzuwirken, wurden früher Thymuspräparate von Schaf-Embryonen im Rahmen der Frischzellentherapie injiziert. Heute werden meist Präparate aus getrockneten Thymusdrüsen von ausgewachsenen Schafen oder Schweinen oral verabreicht. Diese Therapie wird von einigen Ärzten und Heilpraktikern mit dem Ziel angeboten, die Immunabwehr zu stärken. Mitunter wird auch behauptet, dass damit Krebs bekämpft werden könne. Es wird auch damit geworben, dass Thymuspräparate das Altern verzögern. Studien, die diese Behauptungen wissenschaftlich belegen, gibt es dazu nicht.

### Entfernung seneszenter Zellen
Eine Entfernung seneszenter Zellen in einem Organismus führt zu einem späteren Einsetzen altersbedingter Erkrankungen und einer höheren durchschnittlichen Lebensspanne.

### Anti-Aging und Kosmetik
Sichtbares äußeres Zeichen des Alterns ist die Hautalterung, die etwa ab dem 25. Lebensjahr einsetzt und irgendwann vor allem in Form von Falten sichtbar wird. Dabei wird wieder zwischen dem biologischen Altern und dem Altern durch äußere Einflüsse unterschieden. Biologisch verlangsamt sich die Geschwindigkeit der Zellerneuerung, die Fähigkeit Feuchtigkeit zu speichern nimmt ab. In tieferen Hautschichten wird durch das Enzym Collagenase mit zunehmendem Alter immer mehr Kollagen abgebaut, wodurch die Haut an Elastizität verliert.
Der wichtigste äußere Faktor bei der Hautalterung ist die Einwirkung von UV-Strahlung, auch als Lichtalterung bezeichnet. Die UV-Strahlung lässt freie Radikale entstehen, die Zellbestandteile zerstören und Zellen zum Absterben bringen können.
Vor allem ausgiebige Sonnenbäder und Besuche im Solarium verstärken diese Form des Alterns. Auch „Altersflecken“ sind Sonnenschäden. Auch Nikotingenuss führt zu einer vorzeitigen Hautalterung mit Faltenbildung.
Da deutlich sichtbare Falten als Zeichen des Älterwerdens zumindest im westlichen Kulturkreis als nicht erstrebenswert gelten, werden zahlreiche Kosmetikprodukte mit dem Schlagwort Anti-Aging und dem Versprechen der Faltenreduktion beworben. Der Begriff Anti-Aging ist nicht gesetzlich geschützt, kann also beliebig benutzt werden. Am größten ist das Marktangebot bei Gesichtscremes, wobei verschiedene Inhaltsstoffe als „Faltenkiller“ beworben werden. Dazu zählen Vitamin C, Retinol, Kollagen, Coenzym Q10, Hyaluronsäure, aber auch Kaviarextrakt und sogar Goldpartikel.
Stiftung Warentest bemängelt regelmäßig in ihren Untersuchungen mangelnde beziehungsweise nur kurze und geringe oder nicht nachgewiesene Wirksamkeit der Produkte.
Die Kosmetikbranche bzw. kosmetische Medizin bieten unter den Begriffen Anti-Aging oder Pro-Aging ein breites Spektrum von Methoden zur Bekämpfung von Falten an. Häufig wird der Begriff auch für Maßnahmen der Schönheitschirurgie verwendet. Die Wirkung aller Methoden ist zeitlich auf Monate oder Jahre begrenzt und teilweise mit Risiken verbunden. Das Altern des Organismus und der Haut wird dadurch de facto nicht beeinflusst.

### Veränderungen des Mikrobioms
Stuhltransplantationen und Probiotika werden für die Verbesserung von Lebens- und Gesundheitsspanne untersucht und waren bei Labormäusen wirkungsvoll.

## Dokumentationen
- ZDFzeit: Forever Young: Wie können wir das Altern stoppen? TV-Dokumentation in HD von Anne Kauth und Rita Stingl (Buch und Regie), Deutschland 2023 für ZDF.